# John B. Floyd
John Buchanan Floyd, född 1 juni 1806, död 26 augusti 1863, var en amerikansk politiker.
Floyd var ursprungligen advokat i sin födelsestat Virginia, utnämndes 1857 till krigssekreterare av James Buchanan. I samband med sydstaternas utträde ur unionen 1860 avgick Floyd under omständigheter, som ej är helt klarlagda. Han beskylldes senare för att ha vidtagit åtgärder i avsikt att i en eventuell väpnad konflikt underlätta sydstaternas militära företag. Själv ingick han efter utbrytningen i konfederationens militär.